# Galicija (otok)
Galicija je nenaseljeni otočić u hrvatskom dijelu Jadranskog mora.
Njegova površina iznosi 0,01 km². Duljina obalne crte iznosi 0,52 km.